# マリー・ヴェロン
マリー・ヴェロン（Mlle Marie Vélon、1999年2月8日 - ）は、フランスの競馬騎手。2022年において、フランスの競馬の女性騎手で年間最多となる87勝という記録を達成した。

## 経歴・人物
1999年2月8日、ヴェロンはフランスのリヨンで生まれた。5歳の頃には、家族と地元の競馬場に行くようになったことから競馬に対して興味を持ち、ポニーの乗馬を始めた。12歳からは、近郊のシャゼ・シュルト・アンを拠点にしているベルナール・グドー厩舎で3年間経験を積んだ。
15歳の時に、AFASEC競馬学校へ入学した。アラン・ド・ロワイエ＝デュプレ厩舎の見習騎手として2016年にデビューした。10月22日、牝馬のスヴィルティアとのレースが始まったが、見習向けの競走馬が不足していたため、2017年7月にジャンピエール・ゴーヴァン厩舎に移籍した。9月に最初のレースを行い、同月にカルパントラで初勝利を挙げた。2017年は最終的に44戦4勝の成績を残した。
続く2018年は42勝を挙げフランス・リーディング35位。翌年には40勝し、女性騎手の中で頭角を表し出し始めた。そして2020年に680レース中84勝を挙げたヴェロンは、2018年にミカエル・ミシェルが樹立した女性騎手年間勝利記録を更新し、リーディング7位に大躍進。フランスで女性騎手として初のトップ10入りを果たした。
2021年は、6月にイレジンでラ・クープ（G3）を制して初の重賞タイトルを獲得するなど77勝を挙げ、リーディング10位。翌年には、10月に行われたロワイヤルオーク賞（G1）をイレジンで制し、晴れてG1ジョッキーとなる。最終的には87勝を挙げた。
2023年は、イレジンでガネー賞（G1）とコンセイユドゥパリ賞（G2）を制すなど、729戦中72勝しリーディング7位となった。8月には札幌競馬場で行われたワールドオールスタージョッキーズでJRA初騎乗を果たし、第3戦で初勝利を挙げ総合ランキング4位となる。その後同年11月にはイレジンのジャパンカップ出走の為再来日を果たした。

## 主な騎乗馬
- Iresine / イレジン - 2021年ラ・クープ、2022年フォワ賞・ロワイヤルオーク賞、2023年ガネー賞・コンセイユドゥパリ賞、2024年フォワ賞